# قصر الحمرا
قصر الحمرا، هو قصر أثري يقع شمال غرب محافظة تيماء التابعة لمنطقة تبوك بالمملكة العربية السعودية.

## سبب التسمية
يشتق اسم الحمراء من الصفة العربية أحمر، حمراء وتعني "أحمر"، ويقع هذا القصر على حافة صخرية ذات لون قريب من اللون الأحمر، ويُطلق عليه محلياً القصر الأحمر، ولقد أُكتشف القصر في عام 1399 هـ / مارس من عام 1979م خلال مسح منظم قامت به وكالة الآثار والمتاحف في المملكة العربية السعودية.

## تاريخ القصر
يعود بناء قصر الحمرا الأثري إلى الالف السادس قبل الميلاد.

## موقع القصر
يقع قصر الحمراء على حافة جبل عند نقطة تحدد النهاية الشمالية الغربية للسور الرئيسي لمدينة تيماء، ومن الواجهة الأخرى يقع على حوالي ثلاثة كيلو مترات شمال غرب الطريق الرئيسي المزفت، والذي يمتد من وسط المدينة إلى تبوك.

## مكونات القصر
- يتكون مبنى القصر من جدران مركبة تشكل مستطيلاً يبلغ طوله 35,00م، وعرضه 10,00 أمتار ويتخذ الشكل غير منظم منالشرق للشمال.
- اجزاء المبنى لا زالت باقية إلى الآن فوق سطح الأرض بينما دُفنت اجزاء أخرى حيث أن مبنى القصر يشغل حيزاً كبيراً من قمة التل متخذاً الشكل البيضاوي أو المستطيل.
- بني القصر من الحجارة و ينفسم إلى 3 أقسام : أحدهم استخدم كمعبد و البقية من أجل خدمة سكان القصر.
- اكتشف بالقصر نقوش آرامية و ثمودية و نبطية و بعض المسكوكات و من أهم هذه القطع مسلة تحمل نصا آراميًا و كذلك مكعب يحتوي على مشاهد دينية ويسمى مكعب الحمراء.[3]
- بعد عمليات التنقيب أُكتشف أن الدكة الشمالية من المبنى تتدرج انحداراتها في الجهة الجنوبية والشمالية حتى تصل إلى القمة الأساسية التي يقع عليها قصر الحمراء بانحدار يصل إلى 10,00م ثم إلى 15,00م.[4]

## انظر ايضاً
- قصر الرضم
- أرض تيماء

## وصلات خارجية
- قصر «عباسي» في تيماء.
- تيماء.. كنز الآثار وموطن الحضارات شمال السعودية.